# Село Умбетали Карибаева
Умбетали Карибаева (каз. Үмбетәлі Кәрібаев, до 1993 года — Кирово) — село в Жамбылском районе Алматинской области Казахстана. Административный центр Шолаккаргалинского сельского округа. Код КАТО — 194283100.
Село названо в честь казахского акына Умбетали Карибаева (1889—1969).

## Население
В 1999 году население села составляло 2501 человек (1247 мужчин и 1254 женщины). По данным переписи 2009 года, в селе проживало 2687 человек (1335 мужчин и 1352 женщины).

## История
Входил в состав совхоза Прогресс.

## Памятники и музеи
В 1989 году к 100-летию акына был открыт литературно-мемориальный музей Умбетали Карибаева. Музей занимает общую площадь в 431,8 м², из них дом-музей занимает 54 м², а музей 209,5 м². В фонде насчитывается 2 485 экспонатов музейного значения. Экспозиция состоит из общи залом музея и домом-музеем, и рассказывает о жизни и творчестве акына, о его последователях и исследователях его творчества.
Местоположение — Алматинская область, Жамбылский район, село Умбетали, ул. Карибаева 38.